# Orontobat
Orontobat (grško starogrško Ὀρoντoβάτης: Orontobátes, staroperzijsko Aurandabad, perzijsko اورونتوباتس: Ubuntu Bates) je bil satrap (guverner)  Karije v jugozahodni Mali Aziji, zadnji v službi perzijskega Ahemenidskega cesarstva, ni znano, † po 331 pr. n. št..

## Ozadje
V Kariji je od začetka 4. stoletja pr. n. št. vladala lokalna dinastija Hekatomnidov,   ki jo je ustanovil perzijski cesar Artakserks II. z imenovanjem Hekatomna za satrapa Karije. Hekatomen je imel tri sinove – Mavzola, Idrieja in Piksodarja in dve hčerki – Artemizijo in Ado, ki so vsi nekaj časa vladali v Kariji.  Dinastija je bila znana po incestnih porokah, saj sta bila Mavzol in Idriej poročena s svojima sestrama Artemizijo oziroma Ado. Po Idriejevi smrti je na njegovo željo oblast nasledila Ada, s čimer se zaradi lastne želje po oblasti ni strinjal najmlajši brat Piksodar. Okoli leta 340 pr. n. št. je Ado strmoglavil  in jo izgnal, verjetno v Alindo. Piksodar je čez šest let umrl. Pred smrtjo je svojo hčerko poročil s perzijskim plemičem Orontobatom,  katerega je Darej III. leta 334 pr. n. št. imenoval za karijskega satrapa.

## Politično življenje
Orontobat je vladal zelo malo časa in v zelo neugodnih pogojih. Leta 334 pr. n. št. je v Malo Azijo vdrl makedonski vladar Aleksander Veliki. V bitki pri Graniku je porazil lokalno perzijsko vojsko in nadaljeval pohod proti jugu, kjer je zavzel mesti Sard in Milet. Probližno takrat je satrap Piksodar umrl, njegovo mesto pa je na ukaz Dareja III. zasedel Orontobat. Aleksander je poskušal osvojiti karijsko prestolnico Halikarnas, kar ni bilo tako enostavno. Mestno obzidje, ki ga je dal zgraditi Mavzol, je bilo namreč odporno na napade najsodobnejših katapultov, branili pa so ga grški plačanci pod poveljstvom izkušenega generala Mnemona z Rodosa. Aleksandru je uspelo zasesti samo nekaj mestnih četrti, potem pa je bil prisiljen v mestu pustiti garnizijo, ki je nadaljevala oblegane citadele,  sam pa je nadaljeval pohod proti vzhodu.
Mnemon in Orontobat sta se po skoraj leto dni trajajočem obleganju odločila, da bosta  zaradi pomanjkanja obleganje prekinila. V citadeli sta podtaknila požar, in odplula proti otoku Kosu, kamor sta že pred tem preselila državno zakladnico. Mnemon je zatem zbral veliko ladjevje in začel osvajati egejske otoke. Njegov končni cilj je bil osvojitev Dardanel  in prekinitev Aleksandrovih komunikacij z domovino. Pohod se je končal z Mnemonovo smrtjo med obleganjam Mitilene avgusta 333 pr. n. št..
V citadeli sta podtaknila požar, in odplula proti otoku Kosu, kamor sta že pred tem preselila državno zakladnico. Mnemon je zatem zbral veliko ladjevje in začel osvajati egejske otoke. Njegov končni cilj je bil osvojitev Dardanel  in prekinitev Aleksandrovih komunikacij z domovino. Pohod se je končal z Mnemonovo smrtjo med obleganjam Mitilene avgusta 333 pr. n. št..
Orontobatova usoda ni znana. V zgodovinskih dokumentih se omnenja istoimenski general Dareja III., ki je sodeloval v bitki pri Gavgameli leta 331 pr. n. št.. Sodobni zgodovinarji dvomijo, da gre za isto osebo. Po omenjenih zapisih naj bi se Orontobat z drugimi perzijskimi poveljniki po bitki umaknil na obalo Perzijskega zaliva,  iz česar bi se dalo sklepati, da je bitko preživel.